# Xian de Lushan (Sichuan)
Pour les articles homonymes, voir Lushan.
Le xian de Lushan (芦山县 ; pinyin : Lúshān Xiàn) est un district administratif de la province du Sichuan en Chine. Il est placé sous la juridiction de la ville-préfecture de Ya'an.

## Démographie
La population du district était de 109 029 habitants en 2010 contre 121 899 habitants en 1999.

## Événements
- 2013 : un séisme a son épicentre situé dans ce district et ayant causé plus de 100 morts, ainsi que des dégâts matériels liés directement à la secousse, et indirectement via des glissements de terrain.